# Sèvre Niortaise
De Sèvre Niortaise is een rivier in het westen van Frankrijk.
De rivier ontspringt nabij Sepvret in Deux-Sèvres en is ca. 165 kilometer lang. Zo'n 100 kilometer hiervan, vanaf Niort, de stad waaraan zij haar naam ontleent, is bevaarbaar. Na Niort vormt de Sèvre Niortaise de hoofdafwatering van het Marais Poitevin alvorens in de Baai van Aiguillon, net ten noorden van La Rochelle, in de Atlantische Oceaan uit te monden.
Samen met de Sèvre Nantaise is de rivier verantwoordelijk voor de naam van het departement Deux-Sèvres, waarin beide rivieren ontspringen.
- Virtual International Authority File: 315523980